# Bohumil Žemlička
Bohumil Žemlička (30. srpna 1938 Praha – 2. října 2013 Praha) byl český akademický malíř.

## Život
Byl absolventem AVU-Praha (1963), žák a asistent prof. Karla Součka. Jeho zaměření bylo portrétování a figurální malba.
V letech 1960-1983 byl členem Černého divadla Jiřího Srnce, scénograf a divadelní technik (externí spolupracovník do 2010).

## Výstavy
- 22 samostatných výstav v ČR, Slovensko, Německo, Švýcarsko, Francie
- 35 souborných výstav v ČR a Evropě

Jeho díla se nacházejí v galeriích a soukromých sbírkách v Evropě, Austrálii a USA.